# Cheiracanthium punjabense
Cheiracanthium punjabense là một loài nhện trong họ Miturgidae.
Loài này thuộc chi Cheiracanthium. Cheiracanthium punjabense được miêu tả năm 1980 bởi Sadana & Bajaj.